# Сельское поселение Назарьевское
Се́льское поселе́ние Наза́рьевское — упразднённое муниципальное образование (сельское поселение) в составе Одинцовского района Московской области.
Административный центр — посёлок Матвейково.
Численность постоянного населения 3623 человек. Численность проживающих, не зарегистрированных по месту жительства: 7124 человека.
Глава сельского поселения — Шибанова Марина Александровна. Председатель Совета депутатов — Сивак Александр Борисович.

## История
Образовано в 2005 году.
5 февраля 2019 года упразднено вместе со всеми другими поселениями Одинцовского муниципального района в связи с их объединением с городским округом Звенигорода в Одинцовский городской округ.

## Границы
Границы муниципального образования определяются законом Московской области «О статусе и границах Одинцовского муниципального района и вновь образованных в его составе муниципальных образований», в соответствии с которым сельское поселение Успенское граничит с:
- сельским поселением Горское (на северо-востоке)
- городским округом Власиха (на востоке)
- сельским поселением Жаворонковское (на юге)
- городским поселением Большие Вязёмы (на юге)
- сельским поселением Захаровское (на западе)
- сельским поселением Успенское (севере)

Площадь территории сельского поселения — 4546 га.

## Население
| 2006  | 2007  | 2008  | 2009  | 2010  | 2011  |
| ----- | ----- | ----- | ----- | ----- | ----- |
| 3541  | ↘3486 | ↗3521 | ↗3638 | ↗4846 | ↗4862 |
| 2012  | 2013  | 2014  | 2015  | 2016  | 2017  |
| →4862 | ↗4878 | ↗5016 | ↗5132 | ↗5137 | ↗5181 |
| 2018  | 2019  |       |       |       |       |
| ↘5099 | ↘5015 |       |       |       |       |

## Состав сельского поселения
В состав сельского поселения входят 14 населённых пунктов, до 2005 года входивших в состав Назарьевского сельского округа (2 посёлка и 12 деревень):
| Вид населённого пункта | Наименование | Население, (2010) | ОКАТО          |
| ---------------------- | ------------ | ----------------- | -------------- |
| деревня                | Горышкино    | 170               | 46 241 840 011 |
| деревня                | Дарьино      | 496               | 46 241 840 012 |
| деревня                | Лапино       | 260               | 46 241 840 008 |
| посёлок                | Матвейково   | 146               | 46 241 840 001 |
| деревня                | Матвейково   | 92                | 46 241 840 014 |
| деревня                | Молоденово   | 68                | 46 241 840 003 |
| посёлок                | Назарьево    | 2625              | 46 241 840 005 |
| деревня                | Назарьево    | 79                | 46 241 840 013 |
| деревня                | Никольское   | 87                | 46 241 840 009 |
| деревня                | Новодарьино  | 95                | 46 241 840 010 |
| деревня                | Папушево     | 46                | 46 241 840 006 |
| деревня                | Семенково    | 61                | 46 241 840 002 |
| деревня                | Солослово    | 327               | 46 241 840 007 |
| деревня                | Таганьково   | 294               | 46 241 840 004 |

## Достопримечательности
В посёлке Назарьево расположен Троицкий храм Московского патриархата Московской епархии Русской православной церкви.

## Археология
- В 1957 году С. С. Ширинским был обнаружен и обследован курганный могильник Дарьино-1, который располагался в 1 км к северо-западу от деревни Дарьино на правом берегу реки Слезня. В 1958 году А. В. Успенская раскопала курганы № 1 и 4. В 1963 году исследования памятника продолжил С. С. Ширинский. Им были раскопаны 5 курганов (№ 3, 10, 13, 14, 16). В ходе этих раскопок обнаружены остатки мужских и женских погребений по обряду трупоположения на материке с западной ориентировкой умерших (в двух случаях зафиксированы следы гробовищ). В погребениях были найдены предметы, характерные для культуры вятичей XII—XIII веков[24][25].
- Близ деревень Горышкино и Таганьково находятся крупные языческие некрополи вятичей.